# Тартарско царство
Тартарско царство се односи на групу псеудоисторијских теорија завере, укључујући идеје о „скривеној прошлости“ и „блатним поплавама“ које су настале као псеудонаучни руски национализам.
Тартарија је историјски назив за Централну Азију и Сибир. Теорије завере тврде да је Тартарија или Тартарско царство била изгубљена цивилизација са напредном технологијом и културом. Ово игнорише добро документовану историју Азије, на коју се Тартари позива.  У данашње време, регион Тартарије покрива регион који се протеже од централног Авганистана до северног Казахстана, као и области у садашњој Монголији, Кини и руском далеком истоку у „кинеској Тартарији“.

## Позадина теорије
Теорија Велике Тартарије као потиснуте изгубљене земље или цивилизације настала је у Русији, са аспектима који су се први пут појавили у новој хронологији Анатолија Фоменка средином 1970-их и почетком 1980-их, а затим популаризовани расном окултном историјом Николаја Левашова. У руској псеудонауци, познатој по свом национализму, Тартарија се представља као „право“ име за Русију, које је на Западу злонамерно „игнорисано“. Руско географско друштво је разобличило теорију завере као екстремистичку фантазију, и далеко од порицања постојања термина, искористило је прилику да у својој колекцији подели бројне мапе „Тартарије“. Отприлике од 2016. године, теорије завере о наводно изгубљеној империји „Тартарије“ су стекле популарност на интернету, одвојене од првобитног руског националистичког оквира.

## Теорија завере
Глобализована верзија теорије завере заснована је на алтернативном погледу на историју архитектуре. Присталице предлажу да су срушене зграде као што су Сингер Билдинг, оригинална њујоршка Пен станица и привремени простори Светске изложбе 1915. заправо зграде огромне империје са седиштем у Тартарији која је потиснута из историје. Раскошно стилизоване зграде из позлаћеног доба често се сматрају да их је заиста изградила наводна Тартарија. Друге зграде, као што су Велике пирамиде и Бела кућа, се даље сматрају татарским зградама. Теорија завере само нејасно описује како је тако наводно напредна цивилизација која је наводно постигла светски мир могла пасти и бити скривена.
У теорији завере, идеја да је „поплава блата“ збрисала већи део света депопулацијом и самим тим старе зграде је уобичајена, подржана чињеницом да многе зграде широм света имају архитектонске елементе попут врата, прозора и лучних пролаза потопљених много стопа. испод „нивоа земље“. Први и Други светски рат наводе се као начин на који је Тартарија уништена и скривена, што одражава реалност да су опсежне кампање бомбардовања током Другог светског рата уништиле многе историјске грађевине. Општи доказ за теорију је да постоје слични стилови градње широм света, као што су капитолске зграде са куполама или звездасти начин грађења тврђаве. Такође се чини да многе фотографије са почетка 20. века приказују напуштене градске улице у многим главним градовима широм света. Када људи почну да се појављују на фотографијама, постоји упечатљив контраст између становника коња и запрега на блатњавим улицама и сложених, високо украшених камених мега-структура које се уздижу изнад становника градова, што се види чак и у модерним градовима где је екстремно сиромаштво у супротности са небодерима.
Зек Мортис, који пише за Блумберг, верује да теорија одражава културно незадовољство модернизмом и претпоставку да су традиционални стилови сами по себи добри, а модерни лоши. Он описује теорију као „Кјуанон архитектуре”. Мориц Маурер, религиозни научник, повезује тартарске слике са теоријом „џиновског дрвећа“, у којој су колосална, равна узвишења замишљени као пањеви примордијалног „дрвећа мајке“ које су у неком тренутку у прошлости посекли нама незнани људи. Маурер приписује недостатак јасног наратива за обе завере друштвеним медијима заснованим на сликама на којима су представљене, описујући је као „меме културу“ и поредећи је са Кјуаноном.